# 黒部峡谷鉄道EDV形電気機関車
黒部峡谷鉄道EDV形電気機関車（くろべきょうこくてつどうEDVがたでんききかんしゃ）は、黒部峡谷鉄道が2012年（平成24年）に導入した直流電気機関車。

## 概要
輸送効率の向上と資材運搬能力の強化を目的に導入された機関車であり、2011年（平成23年）10月にEDV34・EDV35が、EDV36・EDV37が関西電力名義により川崎重工業で落成、2012年（平成24年）6月に資材輸送貨物列車で運転を開始した。同年7月からはトロッコ列車の牽引に使用されている。
IGBT素子による2レベル電圧形PWMインバータ1基で2台の電動機を制御する、1C2M構成のインバータ2群で構成されたVVVFインバータ制御としており、日本の私鉄電気機関車では初の採用となっている。制御装置の小型化・軽量化のため、補助電源装置（SIV）は、VVVFインバータ装置と一体化されており、IGBT素子による2レベル電圧形PWMインバータにより、CVCF（定電圧・定周波数）制御としている
。
主電動機は全閉自冷方式の誘導電動機としており、完全密閉形とすることで外部からの塵埃の侵入を防ぐ構造としてる。また、駆動方式が吊り掛け駆動方式のため、主電動機の車軸側にはアクスルローラー（コロ軸受）の部品が取付けられているため、主電動機の外枠は特徴的な形状となっている。
電気ブレーキには回生ブレーキと発電ブレーキを併用する、回生・発電ブレンディングブレーキを採用しており、下り坂などでのブレーキ時には、抑速ブレーキとして回生ブレーキを可能な限り有効に使用することで、省エネルギー化が図られているが、発電ブレーキでも、抑速ブレーキの全負担を可能としている。また、発電ブレーキは、VVVFインバータ装置内に内蔵されたブレーキチョッパにより作動しており、屋根上には発電ブレーキ用の抵抗器を2箱1ブロックを1群としをたものを2群搭載して、防雪カバーで覆う構造としている 。